# Határozói igenév
A határozói igenév (amit az újlatin nyelvekben a főnévi igenév egyik formáját jelölő latin szó alapján gerundium névvel is jelölnek) az ige egyik személytelen alakja a főnévi és a melléknévi igenév mellett, amely a mondatban általában valamilyen határozói szerepet tölt be. A magyarban a végződése -va, -ve vagy -ván, -vén; más nyelvekben több különböző alakban és funkcióban is előfordulhat.

## Képzése
A magyarban a „-va, -ve” képzővel képezzük, például: „A számítógépbe a billentyűzetet használva tudunk írni.”, amit úgy is mondhatnánk: „A számítógépbe úgy tudunk írni, hogy a billentyűzetet használjuk.”, de ez hosszabb és célszerűtlenebb.
Alapvetően az „úgy, hogy” típusú mellékmondatok rövidítésére szolgál.
Bizonyos nyelvekből hiányzik (például német), ezek a melléknévi igenév valamely alakjával szokták helyettesíteni, a magyar „elfáradtan”-hoz hasonló szóalakokat kapva eredményül. A magyarban az ilyen inkább a múlt idejű vagy befejezett határozói igenévi jelentésre fordul elő, de csak elvétve.
A spanyolban a határozói igenév (gerundio) képzője az -ndo (a latin gerundium -ndo végű ablativusából), jelentése általában mód- vagy célhatározó értelmű, de egyéb más körülményt is kifejezhet: például cantando ’énekelve’ vagy ’énekléssel, éneklés közben’, comiendo ’evéssel, evés közben’. Múlt idejű vagy befejezett alakja (gerundio compuesto) az haber segédige határozói igeneve és a befejezett melléknévi igenév (participio pasado) kapcsolata, például habiendo cantado; jelentése már lezárult határozó értelmű cselekvésre vagy történésre vonatkozik, bár sok esetben nincs éles jelentéskülönbség az egyszerű, illetve a befejezett határozói igenév használata között: például Habiendo comido se fue. ’Miután evett, elment.’, de: Comiendo se fue. ’Miközben evett, elment.’.
Az orosz nyelvtan több határozói igenevet is (деепричастие) megkülönböztet: a nyelv igeaspektusai az igenevek rendszerét is áthatják.
A törökben „-arak, -erek” (vagy „-a, -e” és a szó kettőzése) ami pontosan megfelel a „-va, -ve” képzőnknek. például yaz – ír: yazarak – írva; yürü – jár: yürüyerek – járva. Ezenkívül használnak még több, ettől némileg eltérő határozói igenevet is, különböző típusú határozói mellékmondatok (amikor, amint, amíg stb.) rövidítésére.
Az egyébként is gazdag alaktanú eszkimó nyelvek közül több is igen sok határozói igenevet ismer, ezek megválasztásával finom jelentésbeli megkülönböztetéseket lehet tenni. A határozói igenév által leírt cselekvés (függő cselekvés) és a mondat állítmánya által kifejezett cselekvés (fő cselekvés) egymáshoz való időbeli viszonya a valóságban sokféle lehet (hiszen kezdetük, tartalmuk, befejezésük szerint sok kombináció adódik).
A szirenyiki eszkimó nyelven és a csaplini eszkimó nyelven is külön-külön határozói igenév szolgál például az alábbiak kifejezésére:
- a függő cselekvés előbb kezdődik, mint a fő cselekvés, de aztán együtt zajlanak le;
- a két cselekvés teljesen egyidejű;
- a függő cselekvés nem sokkal a fő cselekvés kezdete előtt ér véget;
- a függő cselekvés feltételes, a valóságban nem zajlik le, de végbemehetne;
- a függő cselekvés eredményeként megy végbe a fő cselekvés.

## Lásd még
- Melléknévi igenév